# Месснер, Фриц
Фриц Месснер (нем. Fritz Messner; 18 января 1912, Вильмерсдорф — 7 ноября 1945, Харьков) — немецкий хоккеист на траве, нападающий. Серебряный призёр летних Олимпийских игр 1936 года.

## Биография
Фриц Месснер родился 18 января 1912 года в немецком городе Вильмерсдорф (сейчас район Берлина).
Играл в хоккей на траве за «Берлинер-92», в составе которого выиграл чемпионат Германии 1940 года.
В 1936 году вошёл в состав сборной Германии по хоккею на траве на летних Олимпийских играх в Берлине и завоевал серебряную медаль. Играл на позиции нападающего, провёл 3 матча, забил 1 мяч в ворота сборной Нидерландов.
В 1934—1942 годах провёл за сборную Германии 28 матчей.
Участвовал во Второй мировой войне.
Умер 7 ноября 1945 года в советском лагере для военнопленных в Харькове.